# Bernhard von Bülow
Bernhard Heinrich Karl Martin von Bülow (Klein-Flottbek, 3 maggio 1849 – Roma, 28 ottobre 1929) è stato un politico e ambasciatore tedesco.
Dal 1899 conte, dal 1905 principe. Fu Segretario di Stato e ministro degli Esteri della Germania dal 1897 al 1900 e Cancelliere dal 17 ottobre 1900 al 14 luglio 1909.
Fu sostenitore dello Status quo e della pace. Tuttavia il riarmo navale che sostenne nonché la sua politica antifrancese (Crisi di Tangeri) e filoaustriaca (Crisi bosniaca), portarono a un peggioramento dei rapporti della Germania con la Russia, con la Francia e con la Gran Bretagna.
Fu protagonista della fallita missione di pace tedesca che avrebbe dovuto evitare l'ingresso dell'Italia nella prima guerra mondiale a fianco della Triplice intesa.

## Le origini e la gioventù
Bernhard H. K. von Bülow era figlio di Bernhard Ernst von Bülow, ministro degli Esteri prussiano, e di Louise-Victorine Rücker (1821-1894). Allo scoppio della guerra franco-prussiana, nel 1870, Bülow si offrì volontario e divenne caporale nel reggimento degli Ussari del Re di Prussia. Nel mese di dicembre dello stesso anno il suo squadrone agì nei pressi di Amiens. Descrisse in seguito l'azione nella quale affrontò i fucilieri francesi con la sciabola. Fu promosso tenente e fu invitato a rimanere nell'esercito dopo la guerra, ma rifiutò.
Dopo aver studiato nelle università di Losanna, Lipsia e Berlino, Bülow completò i suoi studi di legge all'Università di Greifswald nel 1872. Nel 1873 suo padre divenne Segretario di Stato per gli Affari Esteri del governo tedesco con il cancelliere Bismarck e lui entrò nel corpo diplomatico. I suoi primi incarichi furono a Roma, San Pietroburgo, Vienna e Atene. Nel 1876 fu nominato addetto presso l'ambasciata tedesca a Parigi e diventò secondo segretario all'ambasciata nel 1880, dopo aver partecipato nel 1878 al Congresso di Berlino come segretario.

## L'ascesa (1884-1897)
Nel 1884 Bülow sperava di essere inviato a Londra, ma fu invece nominato primo segretario presso l'ambasciata di San Pietroburgo. Bismarck gli spiegò che considerava i rapporti con la Russia molto più importanti di quelli con la Gran Bretagna, e che era per questo motivo che lo aveva spostato lì; egli stesso riferì di essere rimasto colpito dalla calma di Bülow e dal suo comportamento durante questa intervista.
In Russia ricoprì la carica di incaricato d'affari, periodo nel quale scrisse regolarmente al Ministero degli Esteri per lamentarsi dell'ambasciatore Hans Lothar von Schweinitz (1822-1901) che, tuttavia, rimase ben voluto. Nelle sue memorie Bülow lo ricorda come «un ruvido conservatore all'antica, e Bismarck era per lui troppo a sinistra». Nel 1885 il consigliere di corte Friedrich August von Holstein notò con cinica ammirazione che Bülow stava cercando di far rimuovere il principe Hohenlohe dalla carica di ambasciatore in Francia in modo che egli potesse sostituirlo, proprio mentre scambiava con quest'ultimo lettere amichevoli.
Il 9 gennaio 1886, mentre era ancora a San Pietroburgo, sposò Maria Anna Zoë Rosalie Beccadelli di Bologna, principessa di Camporeale e marchesa di Altavilla, il cui matrimonio con il conte Karl von Dönhoff era stato sciolto e dichiarato nullo dalla Sacra Rota nel 1884. La principessa, pianista, allieva di Franz Liszt, era figlia di Donna Laura Minghetti (nata Acton), vedova di Domenico Beccadelli di Bologna e risposatasi con lo statista italiano Marco Minghetti. Maria era stata sposata per sedici anni e aveva già tre figli, mentre Bülow aveva già avuto numerose storie d'amore, ma il matrimonio era destinato a far proseguire la sua carriera.
Nel 1888 gli fu offerta una scelta di incarichi tra Washington e Bucarest; egli scelse quest'ultima, visto che a Maria non piacque la prospettiva di trasferirsi in America e di allontanarsi troppo dalla sua famiglia. Bülow trascorse i cinque anni successivi progettando di essere nominato ambasciatore a Roma, dove sua moglie aveva buone conoscenze. Umberto I di Savoia fu convinto a scrivere a Guglielmo II di Germania che gli avrebbe fatto piacere che Bülow fosse stato nominato ambasciatore in Italia, cosa che avvenne nel 1894.
Bülow restò ambasciatore a Roma per tre anni, dal 1894 al 1897, anno in cui fu nominato ministro degli Esteri, dopo le dimissioni del barone Adolf Marschall von Bieberstein.

## Ministro degli Esteri (1897-1900)

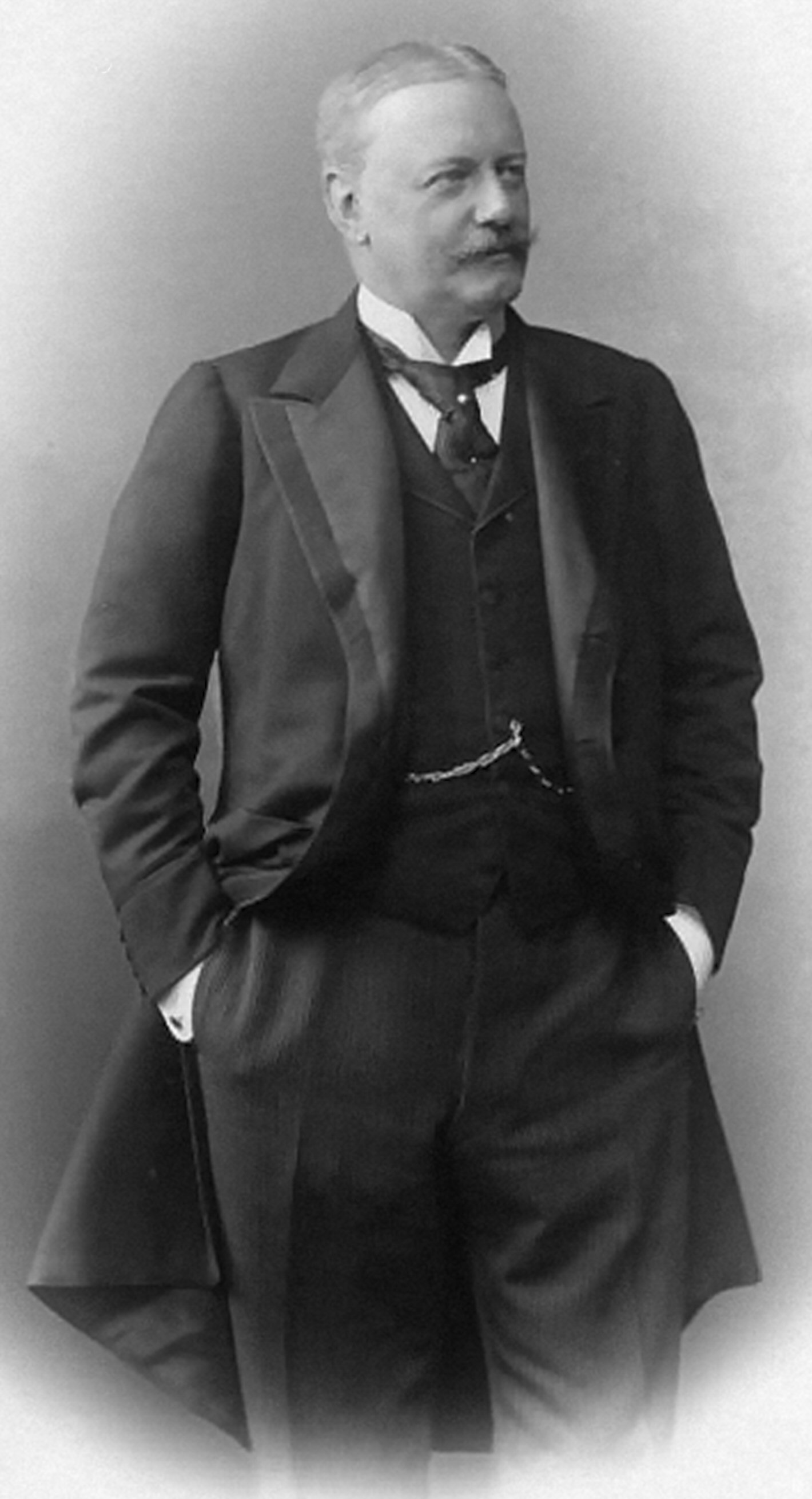
Bernhard von Bülow

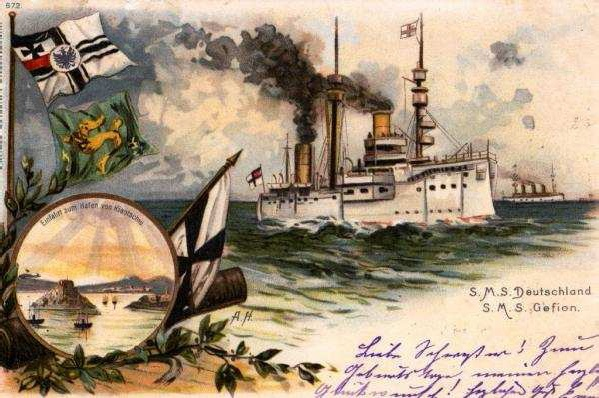
Cartolina tedesca da Kiao-Ciao (1899).

Durante il suo Ministero Bülow cercò di mantenere la politica della Germania equidistante fra Gran Bretagna e Russia. Nonostante questo, egli viene accusato da alcuni storici come Fritz Fischer e Michael Stürmer di aver sopravvalutato le proprie possibilità e quelle della Germania. La Weltpolitik (Politica mondiale), che Bülow inaugurò, portò ad attriti con la Gran Bretagna, la Russia, il Giappone e gli Stati Uniti.
Nel novembre del 1897 la base cinese di Kiao-Ciao venne incorporata nei possedimenti tedeschi. Due anni dopo, a seguito di lunghe controversie e incidenti diplomatici, un accordo internazionale assegnava alla Germania le isole Samoa, nel cuore della Polinesia britannica. Così come vari acquisti furono fatti a scapito delle ultime colonie della Spagna: i negoziati portarono le Isole Palau (a sud-est delle Filippine), le Isole Marianne e le Isole Caroline a formare un tutto omogeneo con gli altri possedimenti tedeschi nel Pacifico. Per questi successi diplomatici Guglielmo II conferì a Bülow il titolo di conte.
Negli stessi anni altre potenze acquisirono, anche con la guerra, diverse colonie ma la Germania era in una posizione più delicata, più isolata. Secondo Michael Stürmer «Bülow fece un errore d'impostazione che fu condizionato dalla situazione interna. Egli gestì infatti la politica estera come se il Reich avesse raggiunto l'egemonia».
Il 15 ottobre 1900 l'allora cancelliere Chlodwig zu Hohenlohe-Schillingsfürst, a causa dell'età e per problemi col parlamento, la Gran Bretagna e la stampa, si ritirò dalla carica.
L'Imperatore Guglielmo II convocò il giorno dopo Bernhard von Bülow.

## Cancelliere (1900-1909)
Bernhard von Bülow fu cancelliere del Reich dal 17 ottobre 1900 al 14 luglio 1909.
La sua politica fu improntata alla salvaguardia della prosperità economica della Germania anteponendo a tutto la Ragion di Stato, il prestigio della nazione e la pace. Ebbe di fronte la determinazione della Gran Bretagna a contrastare la nuova potenza industriale e navale, e la Francia animata da sentimenti di riscossa dopo la sconfitta della guerra franco-prussiana del 1871. L'alleanza della Germania con l'Austria-Ungheria, inoltre, poneva seri problemi con la Russia, antagonista dell'Austria nei Balcani e alleata della Francia.
In questa situazione il nuovo Cancelliere non si rese conto del pericolo che il militarismo nel suo Paese andava costituendo. Egli non riuscì a servirsi della sua ampia cultura che gli consentiva di essere un grande oratore: ammirava il potere militare e finì per consegnare al suo successore una nazione in cui le forze armate erano ormai in procinto di sostituire il potere politico.
Anche dopo lo scoppio della prima guerra mondiale, attribuì all'Austria-Ungheria tutta la colpa della conflagrazione. Non si accorse che la sua politica estera aveva formato l'ambiente ideale per la preparazione di quella guerra preventiva che lo Stato maggiore tedesco scatenò cogliendo l'occasione dell'attacco austriaco alla Serbia del luglio 1914.

### Lostatus quoin Europa

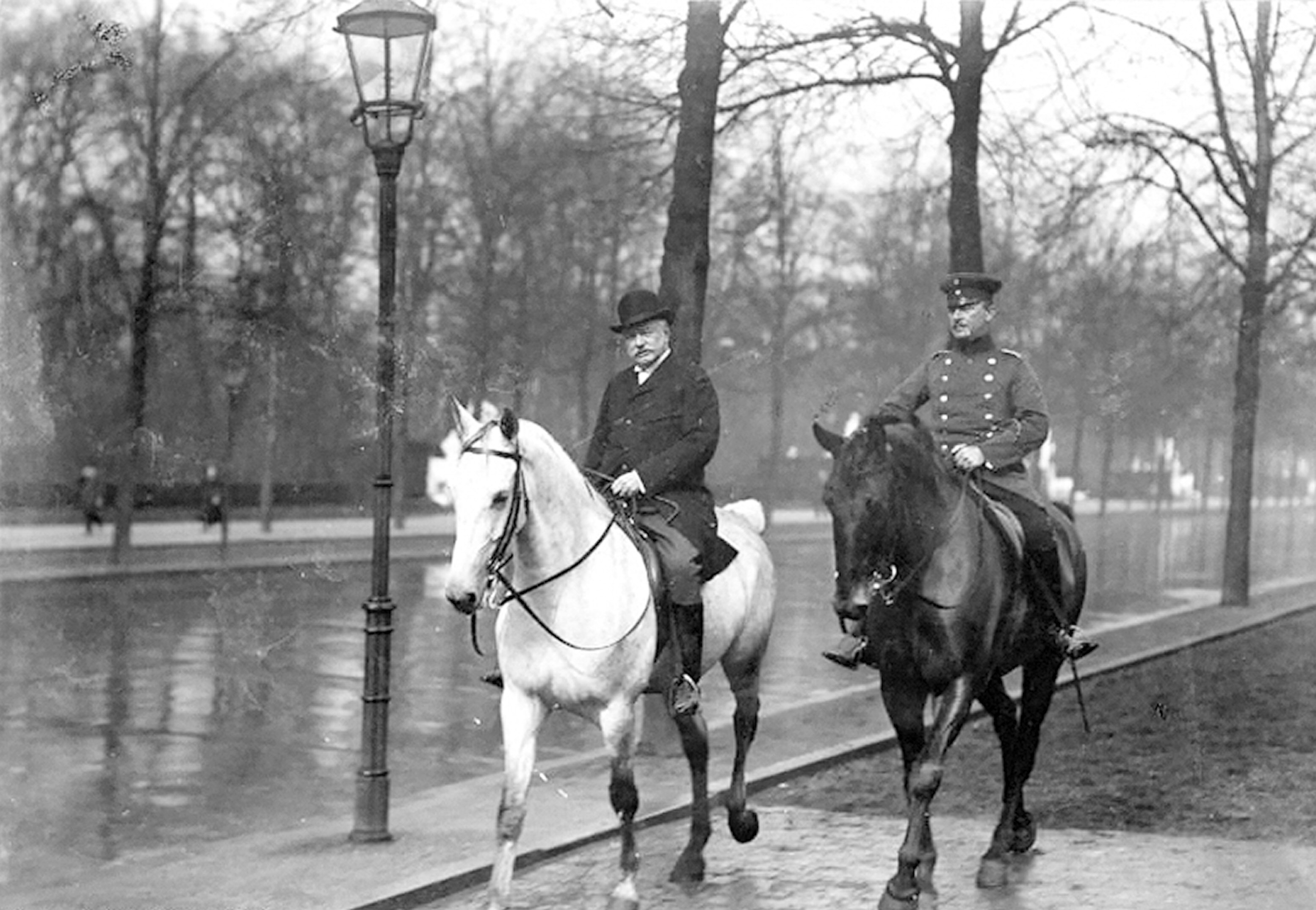
Bülow (a sinistra) durante una passeggiata a cavallo al Tiergarten, a Berlino.

Lanciata la Weltpolitik, la Germania ora si sentiva minacciata dall'imponente marina britannica che avrebbe potuto mettere sotto scacco il commercio delle colonie tedesche in qualsiasi momento. Il Cancelliere Bülow appoggiò, per questo, l'opera di riarmo navale iniziata da Guglielmo II e dall'ammiraglio Alfred von Tirpitz.
Inevitabilmente tale politica portò la Gran Bretagna ad un avvicinamento col nemico storico della Germania, la Francia. Londra e Parigi, l'8 aprile 1904, conclusero infatti l'accordo dell'Entente Cordiale che però non impensierì Bülow, al quale interessava mantenere il favorevole status quo e con esso la pace.
Nel 1908, in una lettera all'erede al trono Federico Guglielmo che accusava Bülow di aver instillato nel popolo l'idea che la quiete e la pace fossero più da stimare che l'onore e la guerra, il cancelliere scrisse: «[...] Ma di fronte al problema della guerra rimane necessaria la prudenza. [...] ai giorni nostri, si possono fare le guerre solo se il popolo è persuaso che la guerra è necessaria e che è giusta. Una guerra suscitata in modo frivolo e leggero, anche se avesse esito felice non avrebbe effetto favorevole all'interno. Una guerra che, in tale ipotesi, finisse male, significherebbe [...] una catastrofe per la Dinastia. [...] Nel 1875 molti militari erano del parere che dovessimo abbattere la Francia [...] Da allora siamo in pace con la Francia da 33 anni e il nostro benessere e la nostra popolazione sono straordinariamente aumentati».

### La Crisi di Tangeri
Conciliare prestigio della Germania e pace non fu sempre semplice. Nella primavera del 1905,
constatata la graduale ingerenza francese negli affari interni del Marocco, Bülow spronò Guglielmo II, in crociera nell'Atlantico, a fare tappa a Tangeri in modo da dare un chiaro segnale a favore dell'indipendenza marocchina. La visita avvenne il 31 marzo 1905 e Bülow poté rivendicare il ruolo della Germania nella questione. Il ministro degli esteri francese Théophile Delcassé si trovò in una situazione molto difficile ma non mollò e rifiutò la proposta di Bülow di una conferenza internazionale.
Per evitare una grave crisi internazionale che avrebbe potuto sfociare in un conflitto, Il 6 giugno 1905, il Consiglio dei ministri francese votò per la partecipazione alla Conferenza sul Marocco (che si tenne ad Algeciras nel 1906) e Delcassé fu costretto a dimettersi. Ma durante e dopo la crisi fu registrato un notevole, ulteriore avvicinamento fra Gran Bretagna e Francia. Lo stesso giorno delle dimissioni di Delcassé, Guglielmo II conferì a Bülow il titolo di Principe.

### La politica interna

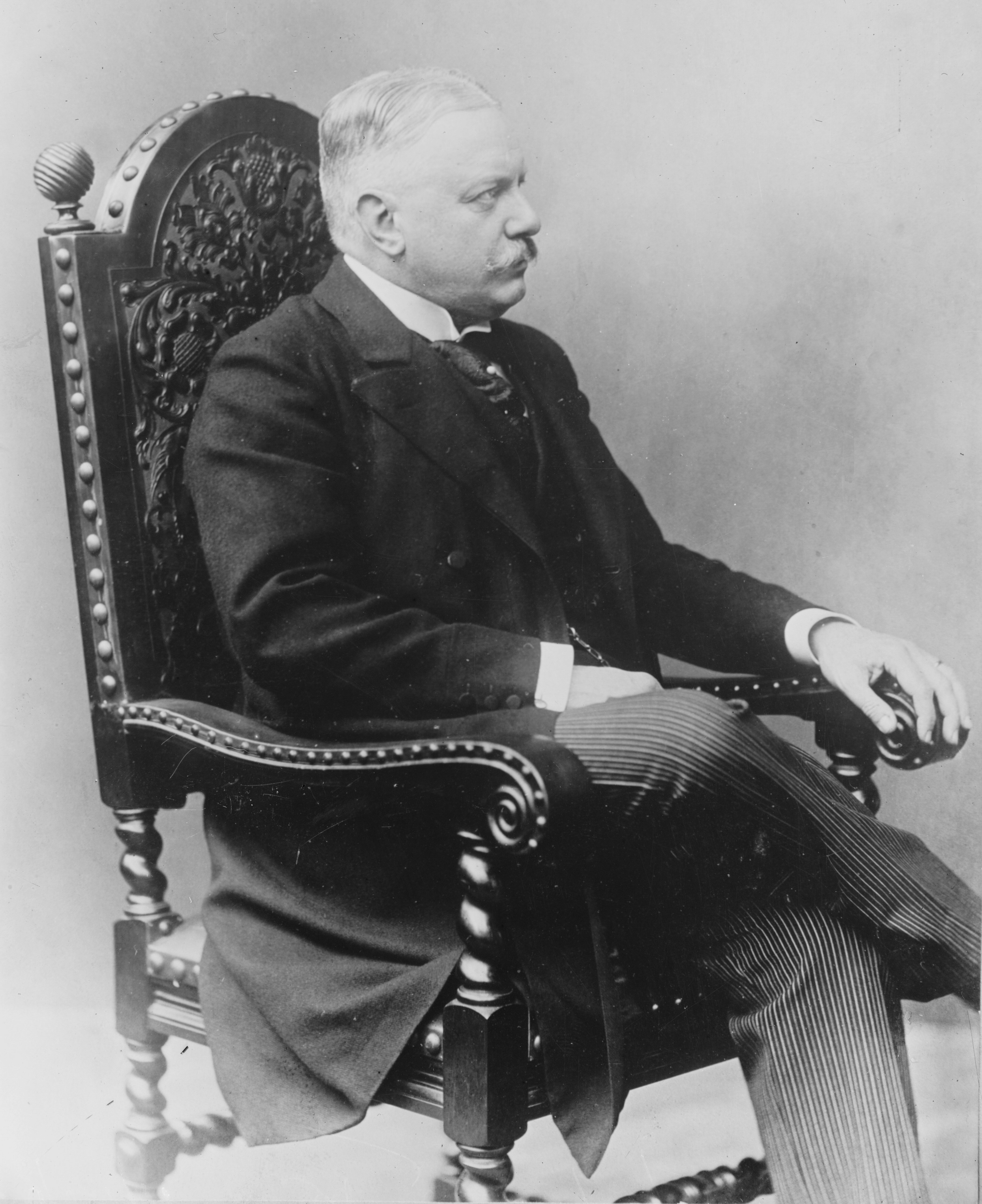
Bülow nel 1908

Per finanziare il costoso riarmo navale, nel 1902, Bülow fece approvare le tariffe doganali che diminuirono il potere d'acquisto della classe operaia.
D'altro canto non esitò a proporre e a far accettare, nel 1905, una legge «sulle miniere che rendeva possibile al governo di ridurre eccessivi orari di lavoro, che riformava il sistema delle punizioni, istituiva una serie di prescrizioni sanitarie, e soprattutto istituiva commissioni operaie che esponessero ai padroni i desideri dei lavoratori [...]». Ciò dopo uno sciopero di 200.000 minatori di più settimane, durante il quale non ci fu un solo tumulto né fu sparato un solo colpo di fucile.
In una visione antisocialista favorì l'agricoltura, le cui masse proletarie egli riteneva meno pericolose di quelle dell'industria.
Tuttavia era dell'idea di far entrare, gradualmente, gli operai nel Reichstag (per ridurne la loro carica rivoluzionaria) e di concedere ai parlamentari posti di governo, quando il potere esecutivo era esclusivo privilegio dell'aristocrazia vicina all'Imperatore. Entrambe le proposte però, non risulta siano state fatte da Bülow pubblicamente se non dopo il suo ritiro da Cancelliere.
Nel dicembre del 1907 sciolse il Reichstag dopo che fu respinta una proposta per il rifinanziamento del contingente nell'Africa Tedesca del Sud-Ovest. Le successive elezioni del 25 gennaio 1907 segnarono la più grave sconfitta della socialdemocrazia tedesca, determinando per la prima volta un blocco liberal-conservatore.

### Lo Scandalo Harden-Eulenburg
Nell'ambito di uno scandalo a sfondo sessuale, che coinvolse numerose personalità dell'entourage di Guglielmo II (imperatore compreso), nel 1907 Bülow fu accusato di essere ricattato a causa di presunti rapporti omosessuali avuti con l'amico Philipp von Eulenburg. L'accusatore, il giornalista Adolf Brand venne denunciato per diffamazione e condannato a 18 mesi di prigione.

### La Crisi bosniaca del 1908
Un inasprimento dei rapporti con la Russia sopravvenne quando l'Austria-Ungheria nell'ottobre del 1908 si annetté diplomaticamente la Bosnia ed Erzegovina (già occupata legalmente). L'annessione fu autorizzata da San Pietroburgo in cambio di trattative per il libero attraversamento dei Dardanelli, che non iniziarono mai.
L'ingenuità del Ministro degli Esteri russo Aleksandr Petrovič Izvol'skij fu notevole e Bülow, nonostante fosse chiaro l'aggiramento da parte del ministro degli Esteri austriaco Aehrenthal, si schierò apertamente con l'alleato.
Allo stesso tempo Bülow intimò gravemente Izvol'skij di non istigare i serbi che si erano sollevati in difesa della Bosnia e di accettare l'annessione, cosa che la Russia fece, nel timore di un attacco tedesco, nel marzo del 1909. I rapporti fra i due imperi, però, furono compromessi per sempre.
Contemporaneamente alla crisi bosniaca scoppiò il caso Daily Telegraph.

### Il casoDaily Telegraphe le dimissioni

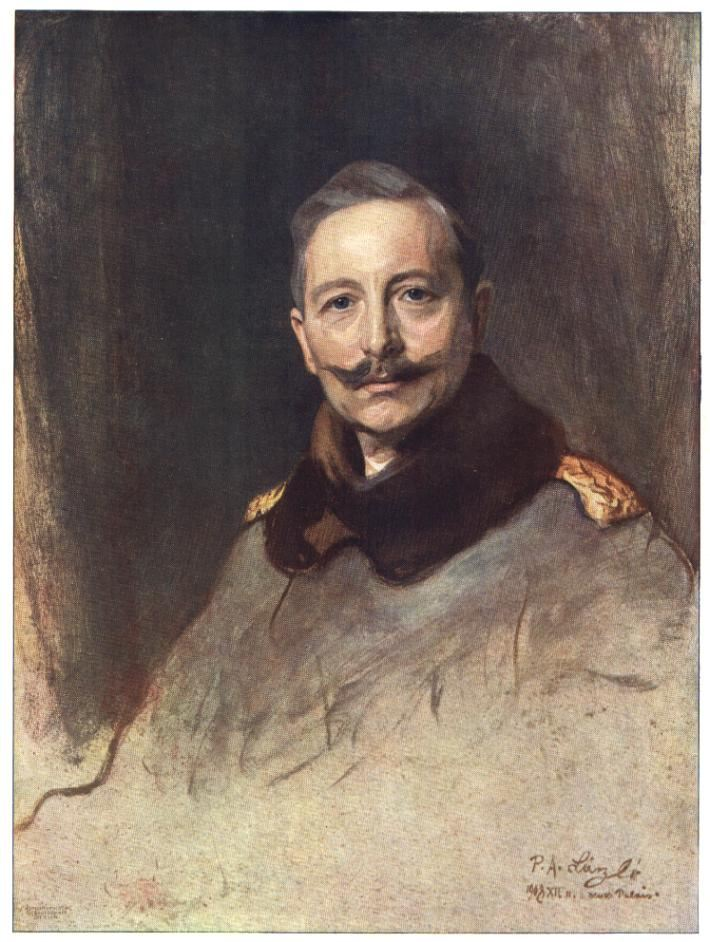
Guglielmo II nel 1908

Nel novembre del 1908, un'intervista rilasciata da Guglielmo II al quotidiano inglese Daily Telegraph compromise le relazioni fra il Kaiser e von Bülow. Nell'intervista, con l'intento di mostrarsi amico della Gran Bretagna, Guglielmo scoprì ingenuamente il fianco a dure critiche da parte del Reichstag. Si aprì così una crisi istituzionale durante la quale, secondo l'Imperatore, il Cancelliere non lo difese adeguatamente. Bülow presentò allora le dimissioni, che però vennero respinte; ma da quel momento il rapporto fra i due risultò definitivamente incrinato.
L'anno dopo, il 24 giugno 1909, in occasione della sconfitta al Reichstag della sua proposta di legge per l'introduzione dell'imposta di successione, Bülow presentò di nuovo le dimissioni, che questa volta Guglielmo II accettò.
Al termine del capitolo su Bülow, nelle sue memorie dall'esilio olandese, Guglielmo II scrive: «Nonostante il penoso atteggiamento del principe Bülow verso di me al Reichstag, io non dimenticai mai le sue qualità eminenti di uomo di Stato e i servigi notevoli resi da lui alla patria. Con la sua abilità era riuscito ad evitare una guerra mondiale in momento di crisi, e soprattutto durante il periodo un cui io e Tirpitz stavamo allestendo la nostra flotta di difesa. Quello fu un gran merito suo».

## Dopo il ritiro (1909-1929)
Dopo un periodo d'isolamento politico, scoppiata la prima guerra mondiale, Bülow fu richiamato dal suo successore Theobald von Bethmann-Hollweg per una missione a Roma, città in cui era stato ambasciatore dal 1894 al 1897. Il difficile compito: cercare di mantenere l'Italia neutrale.

### In missione di pace a Roma

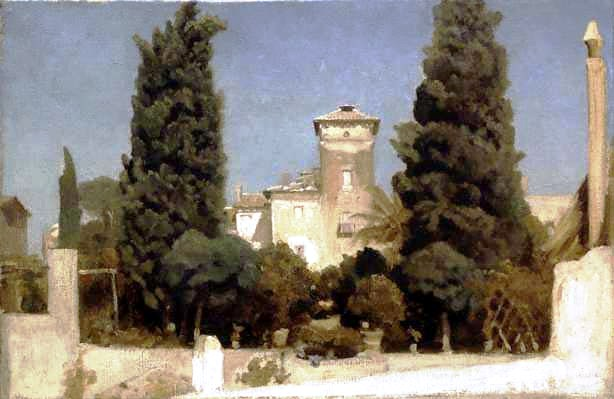
Villa Malta, dimora di Bülow a Roma, in un quadro di Frederic Leighton del 1860.

Bülow partì per l'Italia il 14 dicembre 1914; già forse troppo tardi per indurre il governo italiano a desistere dall'approfittare della guerra per ultimare l'unificazione del Paese.
A sostegno di Bülow, la Germania inviò il principe Carl von Wedel a Vienna, per ammorbidire le posizioni austriache comprensibilmente molto rigide. L'Austria-Ungheria, in una fase della guerra ancora favorevole agli Imperi centrali, non era infatti disposta a concedere il minimo indispensabile per la neutralità di Roma: il Trentino e Trieste.
Dal 4 marzo 1915 iniziarono ufficialmente e segretamente le trattative fra l'Italia e la Triplice intesa. A fronte delle grandi promesse di Francia, Gran Bretagna e Russia, il 27 marzo l'Austria, sollecitata da Bülow, si dichiarava finalmente disposta alla cessione di Trento. La proposta fu giudicata insufficiente dal governo italiano che il 26 aprile, firmando in segretezza il Patto di Londra, si impegnava a dichiarare guerra all'Austria-Ungheria entro un mese.
Ai primi di maggio gli sforzi, ormai vani, di Bülow portarono Vienna a concedere ancora una rettifica del confine sul fiume Isonzo e per Trieste il conferimento del nome di “città libera”. Ma i tempi ormai stringevano: il 23 maggio (a tre giorni dalla scadenza fissata nell'accordo) l'Italia dichiarava guerra all'Austria-Ungheria. Due giorni dopo Bülow lasciava Roma col personale dell'ambasciata tedesca.
Nel 1917 si fece ancora il nome di Bülow come possibile successore di Bethmann-Hollweg ma Guglielmo II e alcuni ambienti austriaci furono contrari.

### Dopo la guerra
Dopo la resa della Germania nel novembre 1918, Bülow assistette a Berlino al caos della Rivoluzione di novembre e al ritorno dell'esercito sconfitto. Usciva ogni giorno per strada e osservava gli avvenimenti poi riportati nelle memorie, incurante del fatto che poteva essere riconosciuto come un politico del vecchio regime (cosa che infatti accadde).
Stigmatizzò il Trattato di Versailles: «Non fu mai imposta ad un popolo una pace così schiacciante, così ignominiosa, con la brutalità con la quale l'obbrobriosa pace di Versailles fu imposta al popolo tedesco».
Visse gli ultimi anni fra la Germania e la sua amata Roma dove, a Villa Malta, morì il 28 ottobre 1929.

## Onorificenze
Quale Cancelliere del Reich Bülow ottenne numerose onorificenze; queste quelle di cui si ha conoscenza storica:

## Opere
- Bernhard von Bülow, Denkwürdigkeiten, 1930-31 (Ediz. Ital. Memorie, Mondadori, Milano 1930-31, 4 volumi. Vol. I: Dalla nomina a Segretario di Stato alla Crisi Marocchina, Vol. II: Dalla Crisi Marocchina alle dimissioni da Cancelliere, Vol. III: Guerra Mondiale e catastrofe, Vol. IV: Ricordi di gioventù e diplomazia).
- Bernhard von Bülow, Deutsche Politik, 1913 (Ediz. Ital. La Germania Imperiale, Edizioni Studio Tesi, Pordenone 1994 ISBN 88-7692-424-8).